# Смертельна ін'єкція
Смерте́льна ін'є́кція — спосіб здійснення смертної кари, що полягає у введенні в організм засудженого розчину отрути чи сильнодіючих речовин. З метою обмеження фізичних страждань засудженого також одночасно може вводитися і знеболююче.

## Застосування
Смертельна ін'єкція застосовується як метод страти у ряді штатів США, а також на Філіппінах, у Таїланді і в Китаї. У США смертельна ін'єкція, як більш гуманна, замінила в більшості штатів страту на електричному стільці.
У грудні 2006 року смертельна ін'єкція була визнана неконституційною в штаті Каліфорнія. Мотивувалося рішення восьмою поправкою до Конституції США, яка забороняє жорстокі і незвичайні покарання — було визнано, що процедура виявляється невиправдано болісною. З тих же мотивів смертельні ін'єкції були заборонені в 2006 році у Флориді, Нью-Джерсі, Огайо і Міссурі.
У Флориді застосування смертельної ін'єкції відновилося в 2008 році, коли були страчені двоє злочинців. У квітні 2008 року рішенням Верховного суду США смертельна ін'єкція була визнана не порушуючим конституції способом страти, після чого її використання було відновлено в Міссісіпі, Південній Кароліні і Огайо.
Про застосування смертельних ін'єкцій до східних робітників у нацистській Німеччині див. Остарбайтери.

## Спосіб

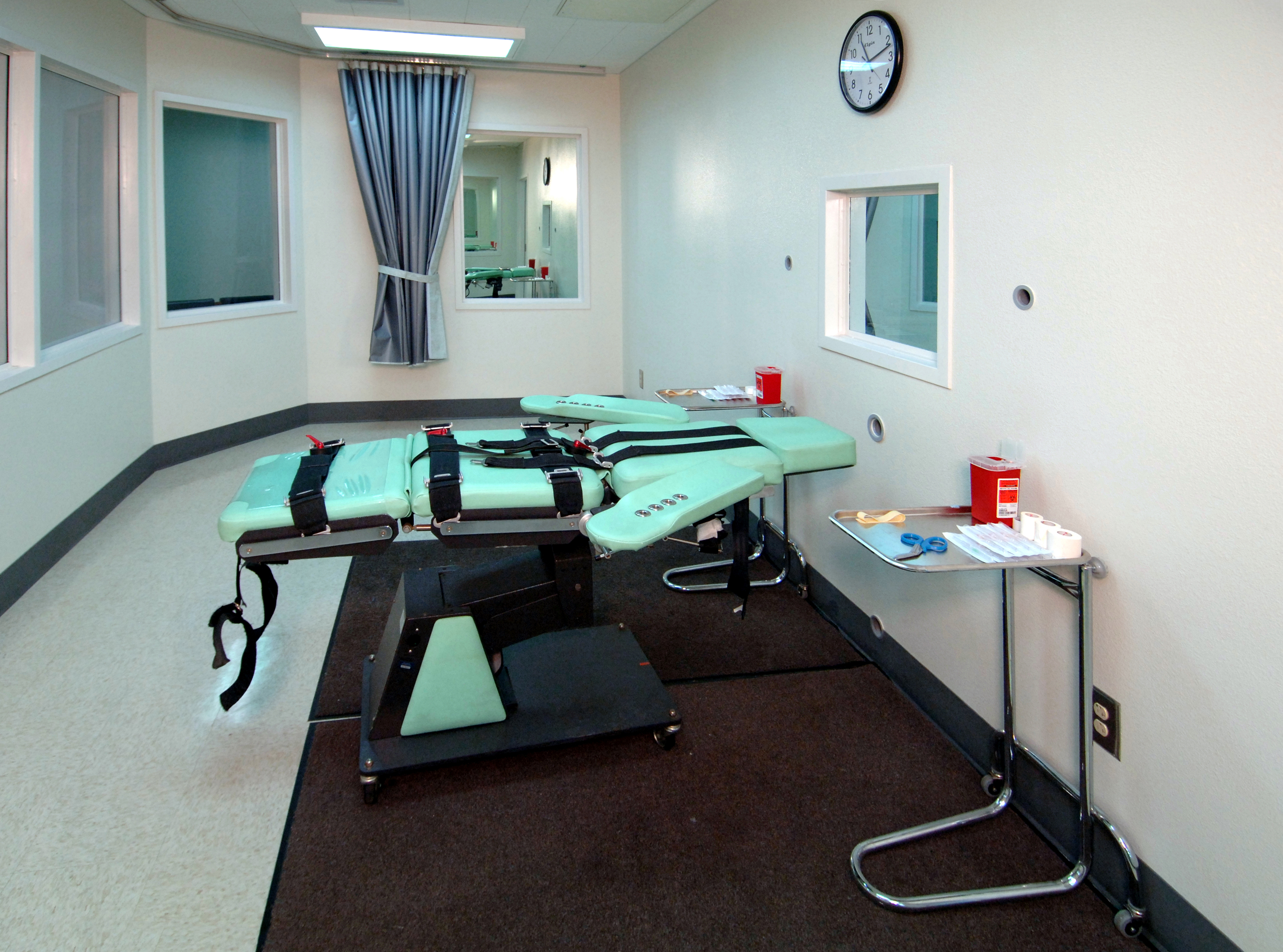
Кімната для засудженого до смертельної ін'єкції у в'язниці у штаті Каліфорнія, Сан Квентін

Засуджений фіксується на спеціальному кріслі, йому вводяться до вени голки, приєднані до крапельниць (зазвичай двох, для надійності). Через них страченому робиться внутрішньовенна ін'єкція так званого «техаського коктейлю» — набору з трьох препаратів, розробленого лікарем Стенлі Дойчем.
Послідовно вводяться:
- пентотал натрію (sodium pentothal) — використовується для анестезії та наркозу — не менше 5 г.
- Павулон (pancuronium bromide) — паралізує дихальну мускулатуру
- Хлорид калію (potassium chloride) — призводить до зупинки серця.

Смерть настає протягом декількох хвилин. Існує спеціальна машина для введення препаратів, але в більшості штатів воліють вводити розчини вручну, вважаючи це надійнішим.
Після настання смерті проводиться автопсія, потім тіло або видається родичам страченого, або проводиться його поховання за державний рахунок.
За умови правильного проведення та дотримання дозування препаратів страта за допомогою смертельної ін'єкції виявляється швидкою і безболісною. За нормами кількість пентоталу натрію, що вводиться при страті, повинна бути 5 г (для анестезії при хірургічних операціях вводиться 100–150 мг); від такої дози больові відчуття повністю втрачаються і страчуваний занурюється в глибокий сон.
Після того, як у ряді штатів почалися судові процеси проти застосування смертельної ін'єкції, ініціатори яких стверджували, що використання описаного набору речовин призводить до невиправданої болючості процедури, були зроблені спроби замінити препарат, який використовується при страті. Так, у штаті Огайо рішенням суду штату «техаський коктейль» був замінений на смертельну дозу барбітуратів (використовуваних, зокрема, у ветеринарії для усипляння тварин).

## Критика
На думку критиків даного методу страти, смертельна ін'єкція створює лише видимість гуманного способу умертвіння, не будучи таким насправді. За деякими даними, на практиці дозування препаратів нерідко порушуються. Вивчення записів про результати розтину страчених у декількох штатах США показало, що концентрація знеболюючих речовин у крові у них нижче, аніж необхідно для хірургічної операції, а в деяких випадках — настільки низька, що страчувані могли залишатися в повній свідомості. Між тим, за відсутності знеболювання введення павулону і хлориду калію викликає задуху і нестерпні болі. Крім того, кваліфікація персоналу, що робить ін'єкції, часто є недостатньою для того, щоб впевнено і швидко ввести голки у вени. Відомі випадки, коли кара затягувалася на десятки хвилин, а страчуваний опинявся буквально сколотий через те, що виконавцям не вдавалося знайти підходящу для ін'єкції вену. Заборона на смертельні ін'єкції у Флориді була введена після того, як при страті Анхеля Діаса йому не потрапили у вену і ввели розчини в м'яз, в результаті чого до настання смерті пройшло більше півгодини.
Ці та інші факти призвели до постановки питання про те, щоб введення розчинів при страті робили професійні медики. Однак правилами Американської медичної асоціації брати участь у проведенні смертної кари їм заборонено під страхом позбавлення диплома та ліцензії.

## Страчені смертельною ін'єкцією
- Ейлін Уорнос
- Керол Коул
- Вельма Барфілд
- Джон Уейн Гейса
- Тімоті Джеймс Маквей
- Стенлі «Туки» Уільямс
- Тереза Льюїс